# ملبيغة بروكتورية
ملبيغيا بروكتورية (الاسم العلمي:Malpighia proctorii) هي نوع من النباتات يتبع جنس الملبيغيا من الفصيلة الملبيغية.